# Cầu lông tại Thế vận hội Mùa hè 2016 - Đơn nam
Nội dung Cầu lông đơn nam tại Thế vận hội Mùa hè 2016 diễn ra từ 11-16 tháng 8 tại Riocentro. Vào 21 tháng 7 cùng năm, các hạt giống được quyết định.

## Hạt giống
Tổng cộng 13 tay vợt được xếp hạng hạt giống.
| 1. Lee Chong Wei (MAS) (Huy chương Bạc) 2. Chen Long (CHN) (Huy chương Vàng) 3. Lin Dan (CHN) (Hạng tư) 4. Viktor Axelsen (DEN) (Huy chương Đồng) 5. Jan Ø. Jørgensen (DEN) (Vòng 16) 6. Chou Tien-chen (TPE) (Tứ kết) 7. Tommy Sugiarto (INA) (Vòng 16) | 1. Son Wan-ho (KOR) (Tứ kết) 2. Srikanth Kidambi (IND) (Tứ kết) 3. Hu Yun (HKG) (Vòng 16) 4. Ng Ka Long (HKG) (Vòng 16) 5. Marc Zwiebler (GER) (Vòng bảng) 6. Rajiv Ouseph (GBR) (Tứ kết) |

## Kết quả

### Vòng bảng

#### Bảng A
| Athlete                   | Pld | W | L | SW | SL | Pts |
| ------------------------- | --- | - | - | -- | -- | --- |
| Lee Chong Wei (MAS)       | 2   | 2 | 0 | 4  | 0  | 2   |
| Derek Wong Zi Liang (SIN) | 2   | 1 | 1 | 2  | 2  | 1   |
| Soren Opti (SUR)          | 2   | 0 | 2 | 0  | 4  | 0   |

| Athlete 1                 | Score            | Athlete 2                 |
| 11 August, 09:35          | 11 August, 09:35 | 11 August, 09:35          |
| ------------------------- | ---------------- | ------------------------- |
| Lee Chong Wei (MAS)       | 21–2 21–3        | Soren Opti (SUR)          |
| 12 August, 10:45          |                  |                           |
| Derek Wong Zi Liang (SIN) | 21–5 21–6        | Soren Opti (SUR)          |
| 14 August, 08:55          |                  |                           |
| Lee Chong Wei (MAS)       | 21–18 21–8       | Derek Wong Zi Liang (SIN) |

#### Group C
| Athlete               | Pld | W | L | SW | SL | Pts |
| --------------------- | --- | - | - | -- | -- | --- |
| Chou Tien-chen (TPE)  | 2   | 2 | 0 | 4  | 0  | 2   |
| Misha Zilberman (ISR) | 2   | 1 | 1 | 2  | 2  | 1   |
| Yuhan Tan (BEL)       | 2   | 0 | 2 | 0  | 4  | 0   |

| Athlete 1            | Score            | Athlete 2             |
| 12 August, 20:30     | 12 August, 20:30 | 12 August, 20:30      |
| -------------------- | ---------------- | --------------------- |
| Chou Tien-chen (TPE) | 21–9 21–11       | Misha Zilberman (ISR) |
| 13 August, 17:25     |                  |                       |
| Yuhan Tan (BEL)      | 20–22 12–21      | Misha Zilberman (ISR) |
| 14 August, 10:05     |                  |                       |
| Chou Tien-chen (TPE) | 21–14 21–8       | Yuhan Tan (BEL)       |

#### Group D
| Athlete              | Pld | W | L | SW | SL | Pts |
| -------------------- | --- | - | - | -- | -- | --- |
| Hu Yun (HKG)         | 2   | 2 | 0 | 4  | 0  | 2   |
| Pablo Abián (ESP)    | 2   | 1 | 1 | 2  | 2  | 1   |
| Jaspar Yu Woon (BRU) | 2   | 0 | 2 | 0  | 4  | 0   |

| Athlete 1         | Score            | Athlete 2            |
| 12 August, 19:55  | 12 August, 19:55 | 12 August, 19:55     |
| ----------------- | ---------------- | -------------------- |
| Hu Yun (HKG)      | 21–16 21–15      | Jaspar Yu Woon (BRU) |
| 13 August, 20:30  |                  |                      |
| Pablo Abián (ESP) | 21–12 21–10      | Jaspar Yu Woon (BRU) |
| 14 August, 15:30  |                  |                      |
| Hu Yun (HKG)      | 21–18 21–19      | Pablo Abián (ESP)    |

#### Group E
| Athlete                  | Pld | W | L | SW | SL | Pts |
| ------------------------ | --- | - | - | -- | -- | --- |
| Lin Dan (CHN)            | 3   | 3 | 0 | 6  | 0  | 3   |
| Nguyễn Tiến Minh (VIE)   | 3   | 2 | 1 | 4  | 3  | 2   |
| Vladimir Malkov (RUS)    | 3   | 1 | 2 | 3  | 4  | 1   |
| David Obernosterer (AUT) | 3   | 0 | 3 | 0  | 6  | 0   |

| Athlete 1              | Score            | Athlete 2                |
| 11 August, 08:25       | 11 August, 08:25 | 11 August, 08:25         |
| ---------------------- | ---------------- | ------------------------ |
| Lin Dan (CHN)          | 21–5 21–11       | David Obernosterer (AUT) |
| 11 August, 11:55       |                  |                          |
| Nguyễn Tiến Minh (VIE) | 15–21 –9 21–13   | Vladimir Malkov (RUS)    |
| 12 August, 09:00       |                  |                          |
| Lin Dan (CHN)          | 21–18 21–7       | Vladimir Malkov (RUS)    |
| 12 August, 20:30       |                  |                          |
| Nguyễn Tiến Minh (VIE) | 21–18 21–14      | David Obernosterer (AUT) |
| 14 August, 09:40       |                  |                          |
| Lin Dan (CHN)          | 21–7 21–12       | Nguyễn Tiến Minh (VIE)   |
| 14 August, 10:40       |                  |                          |
| Vladimir Malkov (RUS)  | 21–11 21–10      | David Obernosterer (AUT) |

#### Group G
| Athlete                | Pld | W | L | SW | SL | Pts |
| ---------------------- | --- | - | - | -- | -- | --- |
| Jan Ø. Jørgensen (DEN) | 2   | 2 | 0 | 4  | 0  | 2   |
| Brice Leverdez (FRA)   | 2   | 1 | 1 | 2  | 3  | 1   |
| Raul Must (EST)        | 2   | 0 | 2 | 1  | 4  | 0   |

| Athlete 1              | Score            | Athlete 2            |
| 12 August, 16:40       | 12 August, 16:40 | 12 August, 16:40     |
| ---------------------- | ---------------- | -------------------- |
| Jan Ø. Jørgensen (DEN) | 21–8 21–15       | Raul Must (EST)      |
| 13 August, 20:30       |                  |                      |
| Brice Leverdez (FRA)   | 21–18 18–21 –12  | Raul Must (EST)      |
| 14 August, 15:30       |                  |                      |
| Jan Ø. Jørgensen (DEN) | 21–11 21–18      | Brice Leverdez (FRA) |

#### Group H
| Athlete                | Pld | W | L | SW | SL | Pts |
| ---------------------- | --- | - | - | -- | -- | --- |
| Srikanth Kidambi (IND) | 2   | 2 | 0 | 4  | 0  | 2   |
| Henri Hurskainen (SWE) | 2   | 1 | 1 | 2  | 2  | 1   |
| Lino Muñoz (MEX)       | 2   | 0 | 2 | 0  | 4  | 0   |

| Athlete 1              | Score            | Athlete 2              |
| 11 August, 21:05       | 11 August, 21:05 | 11 August, 21:05       |
| ---------------------- | ---------------- | ---------------------- |
| Srikanth Kidambi (IND) | 21–11 21–17      | Lino Muñoz (MEX)       |
| 13 August, 15:55       |                  |                        |
| Henri Hurskainen (SWE) | 21–12 21–11      | Lino Muñoz (MEX)       |
| 14 August, 10:40       |                  |                        |
| Srikanth Kidambi (IND) | 21–6 21–18       | Henri Hurskainen (SWE) |

#### Group I
| Athlete            | Pld | W | L | SW | SL | Pts |
| ------------------ | --- | - | - | -- | -- | --- |
| Rajiv Ouseph (GBR) | 2   | 2 | 0 | 4  | 0  | 2   |
| Sho Sasaki (JPN)   | 2   | 1 | 1 | 2  | 3  | 1   |
| Petr Koukal (CZE)  | 2   | 0 | 2 | 1  | 4  | 0   |

| Athlete 1          | Score            | Athlete 2         |
| 11 August, 19:55   | 11 August, 19:55 | 11 August, 19:55  |
| ------------------ | ---------------- | ----------------- |
| Rajiv Ouseph (GBR) | 21–14 21–18      | Petr Koukal (CZE) |
| 13 August, 10:10   |                  |                   |
| Sho Sasaki (JPN)   | 21–10 16–21 –12  | Petr Koukal (CZE) |
| 14 August, 10:05   |                  |                   |
| Rajiv Ouseph (GBR) | 21–15 21–9       | Sho Sasaki (JPN)  |

#### Group J
| Athlete               | Pld | W | L | SW | SL | Pts |
| --------------------- | --- | - | - | -- | -- | --- |
| Tommy Sugiarto (INA)  | 2   | 2 | 0 | 4  | 0  | 2   |
| Osleni Guerrero (CUB) | 2   | 1 | 1 | 2  | 2  | 1   |
| Howard Shu (USA)      | 2   | 0 | 2 | 0  | 4  | 0   |

| Athlete 1             | Score            | Athlete 2             |
| 12 August, 08:00      | 12 August, 08:00 | 12 August, 08:00      |
| --------------------- | ---------------- | --------------------- |
| Tommy Sugiarto (INA)  | 21–14 21–10      | Howard Shu (USA)      |
| 13 August, 11:20      |                  |                       |
| Osleni Guerrero (CUB) | 21–16 21–15      | Howard Shu (USA)      |
| 14 August, 08:55      |                  |                       |
| Tommy Sugiarto (INA)  | 21–12 21–14      | Osleni Guerrero (CUB) |

#### Group K
| Athlete                       | Pld | W | L | SW | SL | Pts |
| ----------------------------- | --- | - | - | -- | -- | --- |
| Scott Evans (IRL)             | 2   | 2 | 0 | 4  | 2  | 2   |
| Marc Zwiebler (GER)           | 2   | 1 | 1 | 3  | 2  | 1   |
| Ygor Coelho de Oliveira (BRA) | 2   | 0 | 2 | 1  | 4  | 0   |

| Athlete 1                     | Score            | Athlete 2                     |
| 12 August, 11:20              | 12 August, 11:20 | 12 August, 11:20              |
| ----------------------------- | ---------------- | ----------------------------- |
| Marc Zwiebler (GER)           | 21–9 17–21 7–21  | Scott Evans (IRL)             |
| 13 August, 19:55              |                  |                               |
| Ygor Coelho de Oliveira (BRA) | 8–21 –19 8–21    | Scott Evans (IRL)             |
| 14 August, 15:55              |                  |                               |
| Marc Zwiebler (GER)           | 21–12 21–12      | Ygor Coelho de Oliveira (BRA) |

#### Group L
| Athlete               | Pld | W | L | SW | SL | Pts |
| --------------------- | --- | - | - | -- | -- | --- |
| Viktor Axelsen (DEN)  | 2   | 2 | 0 | 4  | 0  | 2   |
| Boonsak Ponsana (THA) | 2   | 1 | 1 | 2  | 3  | 1   |
| Lee Dong-keun (KOR)   | 2   | 0 | 2 | 1  | 4  | 0   |

| Athlete 1            | Score            | Athlete 2             |
| 11 August, 11:20     | 11 August, 11:20 | 11 August, 11:20      |
| -------------------- | ---------------- | --------------------- |
| Viktor Axelsen (DEN) | 21–14 21–13      | Boonsak Ponsana (THA) |
| 13 August, 09:35     |                  |                       |
| Lee Dong-keun (KOR)  | 19–21 –17 16–21  | Boonsak Ponsana (THA) |
| 14 August, 11:15     |                  |                       |
| Viktor Axelsen (DEN) | 21–11 21–13      | Lee Dong-keun (KOR)   |

#### Group M
| Athlete              | Pld | W | L | SW | SL | Pts |
| -------------------- | --- | - | - | -- | -- | --- |
| Ng Ka Long (HKG)     | 2   | 2 | 0 | 4  | 0  | 2   |
| Martin Giuffre (CAN) | 2   | 1 | 1 | 2  | 3  | 1   |
| Pedro Martins (POR)  | 2   | 0 | 2 | 1  | 4  | 0   |

| Athlete 1           | Score            | Athlete 2            |
| 11 August, 19:30    | 11 August, 19:30 | 11 August, 19:30     |
| ------------------- | ---------------- | -------------------- |
| Ng Ka Long (HKG)    | 21–11 21–14      | Martin Giuffre (CAN) |
| 13 August, 11:20    |                  |                      |
| Pedro Martins (POR) | 21–14 22–24 6–21 | Martin Giuffre (CAN) |
| 14 August, 09:40    |                  |                      |
| Ng Ka Long (HKG)    | 21–17 21–18      | Pedro Martins (POR)  |

#### Group N
| Athlete               | Pld | W | L | SW | SL | Pts |
| --------------------- | --- | - | - | -- | -- | --- |
| Son Wan-ho (KOR)      | 2   | 2 | 0 | 4  | 0  | 2   |
| Jacob Maliekal (RSA)  | 2   | 1 | 1 | 2  | 2  | 1   |
| Artem Pochtarev (UKR) | 2   | 0 | 2 | 0  | 4  | 0   |

| Athlete 1             | Score            | Athlete 2             |
| 11 August, 19:30      | 11 August, 19:30 | 11 August, 19:30      |
| --------------------- | ---------------- | --------------------- |
| Son Wan-ho (KOR)      | 21–10 21–10      | Jacob Maliekal (RSA)  |
| 12 August, 19:55      |                  |                       |
| Artem Pochtarev (UKR) | 18–21 19–21      | Jacob Maliekal (RSA)  |
| 14 August, 08:30      |                  |                       |
| Son Wan-ho (KOR)      | 21–9 21–15       | Artem Pochtarev (UKR) |

#### Group P
| Athlete                  | Pld | W | L | SW | SL | Pts |
| ------------------------ | --- | - | - | -- | -- | --- |
| Chen Long (CHN)          | 2   | 2 | 0 | 4  | 0  | 2   |
| Niluka Karunaratne (SRI) | 2   | 1 | 1 | 2  | 2  | 1   |
| Adrian Dziółko (POL)     | 2   | 0 | 2 | 0  | 4  | 0   |
| Kevin Cordón (GUA)       | —   | — | — | —  | —  | —   |

| Athlete 1            | Score             | Athlete 2                |
| 11 August, 10:10     | 11 August, 10:10  | 11 August, 10:10         |
| -------------------- | ----------------- | ------------------------ |
| Chen Long (CHN)      | 21–7 21–10        | Niluka Karunaratne (SRI) |
| 11 August, 20:30     |                   |                          |
| Kevin Cordón (GUA)   | 21–18 10–21 13–21 | Adrian Dziółko (POL)     |
| 12 August, 19:30     |                   |                          |
| Kevin Cordón (GUA)   | w/o               | Niluka Karunaratne (SRI) |
| 13 August, 08:25     |                   |                          |
| Chen Long (CHN)      | 21–12 21–9        | Adrian Dziółko (POL)     |
| 14 August, 10:40     |                   |                          |
| Chen Long (CHN)      | w/o               | Kevin Cordón (GUA)       |
| 14 August, 15:55     |                   |                          |
| Adrian Dziółko (POL) | 19–21 22–24       | Niluka Karunaratne (SRI) |

### Vòng loại trực tiếp
|  | Round of 16            | Round of 16            | Round of 16            | Round of 16          |                      |                      | Tứ kết             | Tứ kết               | Tứ kết             | Tứ kết             |    |    | Bán kết | Bán kết | Bán kết | Bán kết |  |  | Gold medal match | Gold medal match | Gold medal match | Gold medal match |
|  |                        |                        |                        |                      |                      |                      |                    |                      |                    |                    |    |    |         |         |         |         |  |  |                  |                  |                  |                  |
|  |                        |                        |                        |                      |                      |                      |                    |                      |                    |                    |    |    |         |         |         |         |  |  |                  |                  |                  |                  |
|  |                        |                        |                        |                      |                      |                      |                    |                      |                    |                    |    |    |         |         |         |         |  |  |                  |                  |                  |                  |
|  |                        |                        |                        |                      |                      |                      |                    |                      |                    |                    |    |    |         |         |         |         |  |  |                  |                  |                  |                  |
|  |                        |                        |                        |                      |                      |                      |                    |                      |                    |                    |    |    |         |         |         |         |  |  |                  |                  |                  |                  |
|  |                        |                        |                        |                      |                      |                      |                    |                      |                    |                    |    |    |         |         |         |         |  |  |                  |                  |                  |                  |
|  | Lee Chong Wei (MAS)    | Lee Chong Wei (MAS)    | 21                     | 21                   |                      |                      |                    |                      |                    |                    |    |    |         |         |         |         |  |  |                  |                  |                  |                  |
|  | Lee Chong Wei (MAS)    | Lee Chong Wei (MAS)    | 21                     | 21                   |                      |                      |                    |                      |                    |                    |    |    |         |         |         |         |  |  |                  |                  |                  |                  |
|  |                        |                        | Chou Tien-chen (TPE)   | Chou Tien-chen (TPE) | 9                    | 15                   |                    |                      |                    |                    |    |    |         |         |         |         |  |  |                  |                  |                  |                  |
|  | Chou Tien-chen (TPE)   | Chou Tien-chen (TPE)   | Chou Tien-chen (TPE)   | Chou Tien-chen (TPE) | 9                    | 15                   | 21                 | 21                   |                    |                    |    |    |         |         |         |         |  |  |                  |                  |                  |                  |
|  | Chou Tien-chen (TPE)   | Chou Tien-chen (TPE)   |                        |                      |                      |                      | 21                 | 21                   |                    |                    |    |    |         |         |         |         |  |  |                  |                  |                  |                  |
|  | Hu Yun (HKG)           | Hu Yun (HKG)           | 10                     | 13                   |                      |                      |                    |                      |                    |                    |    |    |         |         |         |         |  |  |                  |                  |                  |                  |
|  | Hu Yun (HKG)           | Hu Yun (HKG)           | 10                     | 13                   | Lee Chong Wei (MAS)  | 15                   | 21                 | 22                   |                    |                    |    |    |         |         |         |         |  |  |                  |                  |                  |                  |
|  |                        |                        |                        |                      | Lee Chong Wei (MAS)  | 15                   | 21                 | 22                   |                    |                    |    |    |         |         |         |         |  |  |                  |                  |                  |                  |
|  |                        | Lin Dan (CHN)          | 21                     | 11                   | 20                   |                      |                    |                      |                    |                    |    |    |         |         |         |         |  |  |                  |                  |                  |                  |
|  |                        | Lin Dan (CHN)          | 21                     | 11                   | 20                   |                      |                    |                      |                    |                    |    |    |         |         |         |         |  |  |                  |                  |                  |                  |
|  |                        |                        |                        |                      |                      |                      |                    |                      |                    |                    |    |    |         |         |         |         |  |  |                  |                  |                  |                  |
|  |                        |                        |                        |                      |                      |                      |                    |                      |                    |                    |    |    |         |         |         |         |  |  |                  |                  |                  |                  |
|  | Lin Dan (CHN)          | 21                     | 11                     | 21                   |                      |                      |                    |                      |                    |                    |    |    |         |         |         |         |  |  |                  |                  |                  |                  |
|  | Lin Dan (CHN)          | 21                     | 11                     | 21                   |                      |                      |                    |                      |                    |                    |    |    |         |         |         |         |  |  |                  |                  |                  |                  |
|  |                        |                        | Srikanth Kidambi (IND) | 6                    | 21                   | 18                   |                    |                      |                    |                    |    |    |         |         |         |         |  |  |                  |                  |                  |                  |
|  | Jan Ø. Jørgensen (DEN) | Jan Ø. Jørgensen (DEN) | Srikanth Kidambi (IND) | 6                    | 21                   | 18                   | 19                 | 19                   |                    |                    |    |    |         |         |         |         |  |  |                  |                  |                  |                  |
|  | Jan Ø. Jørgensen (DEN) | Jan Ø. Jørgensen (DEN) |                        |                      |                      |                      | 19                 | 19                   |                    |                    |    |    |         |         |         |         |  |  |                  |                  |                  |                  |
|  | Srikanth Kidambi (IND) | Srikanth Kidambi (IND) | 21                     | 21                   |                      |                      |                    |                      |                    |                    |    |    |         |         |         |         |  |  |                  |                  |                  |                  |
|  | Srikanth Kidambi (IND) | Srikanth Kidambi (IND) | 21                     | 21                   | Lee Chong Wei (MAS)  | Lee Chong Wei (MAS)  | 18                 | 18                   |                    |                    |    |    |         |         |         |         |  |  |                  |                  |                  |                  |
|  |                        |                        |                        |                      | Lee Chong Wei (MAS)  | Lee Chong Wei (MAS)  | 18                 | 18                   |                    |                    |    |    |         |         |         |         |  |  |                  |                  |                  |                  |
|  |                        | Chen Long (CHN)        | Chen Long (CHN)        | 21                   | 21                   |                      |                    |                      |                    |                    |    |    |         |         |         |         |  |  |                  |                  |                  |                  |
|  | Rajiv Ouseph (GBR)     | Chen Long (CHN)        | Chen Long (CHN)        | 21                   | 21                   | 21                   | 14                 | 21                   |                    |                    |    |    |         |         |         |         |  |  |                  |                  |                  |                  |
|  | Rajiv Ouseph (GBR)     |                        |                        |                      |                      | 21                   | 14                 | 21                   |                    |                    |    |    |         |         |         |         |  |  |                  |                  |                  |                  |
|  | Tommy Sugiarto (INA)   | 13                     | 21                     | 16                   |                      |                      |                    |                      |                    |                    |    |    |         |         |         |         |  |  |                  |                  |                  |                  |
|  | Tommy Sugiarto (INA)   | 13                     | 21                     | 16                   | Rajiv Ouseph (GBR)   | Rajiv Ouseph (GBR)   | 12                 | 16                   |                    |                    |    |    |         |         |         |         |  |  |                  |                  |                  |                  |
|  |                        |                        |                        |                      | Rajiv Ouseph (GBR)   | Rajiv Ouseph (GBR)   | 12                 | 16                   |                    |                    |    |    |         |         |         |         |  |  |                  |                  |                  |                  |
|  |                        | Viktor Axelsen (DEN)   | Viktor Axelsen (DEN)   | 21                   | 21                   |                      |                    |                      |                    |                    |    |    |         |         |         |         |  |  |                  |                  |                  |                  |
|  | Scott Evans (IRL)      | Scott Evans (IRL)      | Viktor Axelsen (DEN)   | 21                   | 21                   | 16                   | 12                 |                      |                    |                    |    |    |         |         |         |         |  |  |                  |                  |                  |                  |
|  | Scott Evans (IRL)      | Scott Evans (IRL)      |                        |                      |                      |                      | 12                 |                      |                    |                    |    |    |         |         |         |         |  |  |                  |                  |                  |                  |
|  | Viktor Axelsen (DEN)   | Viktor Axelsen (DEN)   | 21                     | 21                   |                      |                      |                    |                      |                    |                    |    |    |         |         |         |         |  |  |                  |                  |                  |                  |
|  | Viktor Axelsen (DEN)   | Viktor Axelsen (DEN)   | 21                     | 21                   | Viktor Axelsen (DEN) | Viktor Axelsen (DEN) | 14                 | 15                   |                    |                    |    |    |         |         |         |         |  |  |                  |                  |                  |                  |
|  |                        |                        |                        |                      | Viktor Axelsen (DEN) | Viktor Axelsen (DEN) | 14                 | 15                   |                    |                    |    |    |         |         |         |         |  |  |                  |                  |                  |                  |
|  |                        | Chen Long (CHN)        | Chen Long (CHN)        | 21                   | 21                   |                      | Bronze medal match | Bronze medal match   | Bronze medal match | Bronze medal match |    |    |         |         |         |         |  |  |                  |                  |                  |                  |
|  | Ng Ka Long (HKG)       | Ng Ka Long (HKG)       | Chen Long (CHN)        | 21                   | 21                   | 21                   | Bronze medal match | Bronze medal match   | Bronze medal match | Bronze medal match | 17 |    |         |         |         |         |  |  |                  |                  |                  |                  |
|  | Ng Ka Long (HKG)       | Ng Ka Long (HKG)       |                        |                      |                      |                      |                    |                      |                    |                    | 17 |    |         |         |         |         |  |  |                  |                  |                  |                  |
|  | Son Wan-ho (KOR)       | Son Wan-ho (KOR)       | 23                     | 21                   |                      |                      |                    |                      |                    |                    |    |    |         |         |         |         |  |  |                  |                  |                  |                  |
|  | Son Wan-ho (KOR)       | Son Wan-ho (KOR)       | 23                     | 21                   | Son Wan-ho (KOR)     | 11                   | 21                 | 11                   | Lin Dan (CHN)      | 21                 | 10 | 17 |         |         |         |         |  |  |                  |                  |                  |                  |
|  |                        |                        |                        |                      | Son Wan-ho (KOR)     | 11                   | 21                 | 11                   | Lin Dan (CHN)      | 21                 | 10 | 17 |         |         |         |         |  |  |                  |                  |                  |                  |
|  |                        |                        | Chen Long (CHN)        | 21                   | 18                   | 21                   |                    | Viktor Axelsen (DEN) | 15                 | 21                 | 21 |    |         |         |         |         |  |  |                  |                  |                  |                  |
|  |                        |                        | Chen Long (CHN)        | 21                   | 18                   | 21                   |                    | Viktor Axelsen (DEN) | 15                 | 21                 | 21 |    |         |         |         |         |  |  |                  |                  |                  |                  |
|  |                        |                        |                        |                      |                      |                      |                    |                      |                    |                    |    |    |         |         |         |         |  |  |                  |                  |                  |                  |
|  |                        |                        |                        |                      |                      |                      |                    |                      |                    |                    |    |    |         |         |         |         |  |  |                  |                  |                  |                  |
|  |                        |                        |                        |                      |                      |                      |                    |                      |                    |                    |    |    |         |         |         |         |  |  |                  |                  |                  |                  |